# Chaouia-Ouardigha
Cet article concerne la région administrative de Chaouia-Ouardigha. Pour la région historique, voir Chaouia (Maroc).
La région de Chaouia-Ouardigha (en arabe : الشاوية ورديغة, en Tamazight : ⵜⴰⵎⵙⵏⴰ-ⵜⴰⵡⵔⴷⵉⵖⵜ|Tamesna-Tawerdiɣt), est une ancienne région marocaine, et l'une des seize régions administratives du Maroc avant le découpage territorial de 2015. 
À l'issue de celui-ci, la province de Khouribga a été intégrée dans la nouvelle région de Béni Mellal-Khénifra alors que les trois autres provinces, Benslimane, Berrechid et Settat, ont rejoint le Grand Casablanca dans la nouvelle région de Casablanca-Settat.
Le centre de la région était Berrechid, au nord Benslimane et au sud Settat le chef-lieu de la région.

## Géographie
La région était située sur la plaine atlantique, entre la ville de Casablanca, l'oued Oum er-Rebia et le plateau des Phosphates. Sa superficie est de 16 760 km².
Elle était composée des provinces suivantes :
- la province de Benslimane ;
- la province de Berrechid ;
- la province de Khouribga ;
- la province de Settat.

## Démographie
La population de la région de Chaouia-Ouardigha était de 1 893 950 habitants en 2014.

## Économie
La région fait partie des quatre régions les plus riches du Maroc. Elle connait récemment un important développement économique. Le Haut-commissariat au plan a évalué la croissance de son Produit intérieur brut par habitant à 26% en 2012, un taux très supérieur à la moyenne nationale marocaine. Ce développement s'appuie sur l'agriculture, les ressources en eau et en phosphates ainsi que sur le lancement de grands projets industriels.

## Histoire
La région administrative de Chaouia-Ouardigha comprend la région historique de la Chaouia en dehors de la ville de Casablanca (provinces de Ben Slimane, Berrechid et Settat), ainsi que le nord de la région historique de la Tadla (province de Khouribga). 
La région administrative a été créée en 1967 après le démembrement de la province de Casablanca, reprenant alors le territoire de l'ancienne province de la Chaouïa.